# Sabz Āb (ort)
Sabz Āb (persiska: سبز آب) är en ort i Iran.   Den ligger i provinsen Khuzestan, i den centrala delen av landet, 500 km sydväst om huvudstaden Teheran. Sabz Āb ligger 134 meter över havet och antalet invånare är 665.
Terrängen runt Sabz Āb är huvudsakligen platt, men åt nordost är den kuperad.Runt Sabz Āb är det ganska tätbefolkat, med 80 invånare per kvadratkilometer. Närmaste större samhälle är Gotvand, 15,0 km öster om Sabz Āb. Trakten runt Sabz Āb består till största delen av jordbruksmark.